# Église Saint-Baudile de Brou-sur-Chantereine
Pour les articles homonymes, voir Église Saint-Baudile.
L’église Saint-Baudile est une église située à Brou-sur-Chantereine dans le département français de Seine-et-Marne, en région Île-de-France. Rattachée au diocèse de Meaux de l'Église catholique, elle est dédiée à saint Baudile.

## Historique et description
L’église paroissiale de Brou-sur-Chantereine fut édifiée de 1740 à 1742. On doit sa construction à Paul-Esprit Feydeau de Brou, ministre et garde des sceaux de France sous le roi Louis XV.
En 1998, une fresque en céramique, réalisation d’artisans de la ville jumelle de Collazzone en Italie, est apposée dans un grand rectangle sur le centre de la façade principale. Cette ornementation est supprimée en 2014, à la suite d’un ravalement et est depuis remplacée par une croix.[réf. souhaitée]

## Rattachement
L'église fait partie du Pôle missionnaire de Chelles qui est rattaché au diocèse de Meaux.

## Architecture
L’édifice a le plan type d'une église classique, en forme de croix latine. Orienté au nord, il se termine par un chevet semi-circulaire couvert d'une croupe de même forme.
Le portail principal s’ouvre au sud, encadré de deux pilastres supportant un fronton triangulaire.
L'église possède un clocher très particulier, coiffé d'un toit à l'impériale se superposant à une base polygonale, et pouvant s‘apparenter à un clocher comtois. Sa cloche en bronze, mise en place en 1748, a survécu à la Révolution. Elle porte les armoiries de Paul Esprit Feydeau de Brou et celles d'Anne de Clermont Gessau, abbesse de Chelles de 1735 à 1790.
La toiture est à double pente.

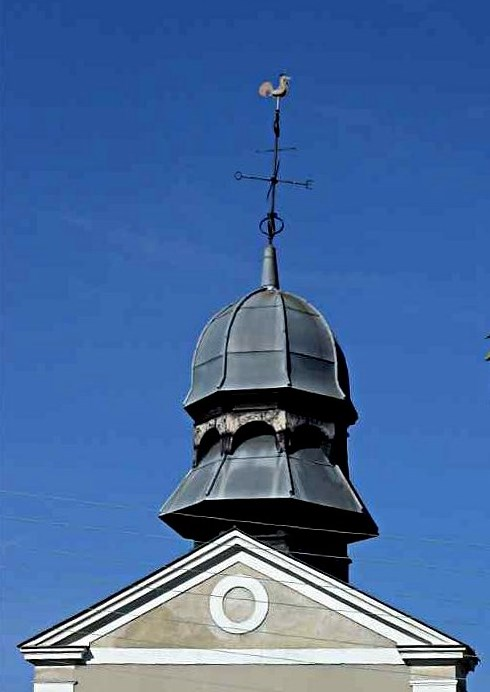
Le clocher et le fronton en 2006.
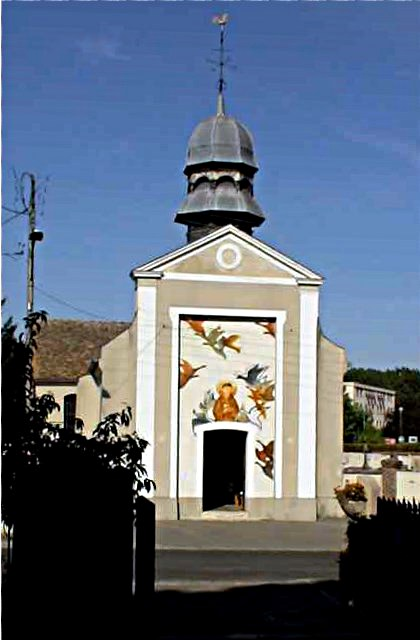
Façade de l'église avant le ravalement de 2014.

## Plaques commémoratives
La Première Guerre mondiale a emporté 27 résidents soit presque dix pour cent de la population.
La Deuxième Guerre mondiale a emporté 11 militaires ou résistants et 47 victimes civiles principalement par les bombardements alliés sur le site ferroviaire de Vaires.

## Vitraux et mobilier
Les vitraux datent de 1946.

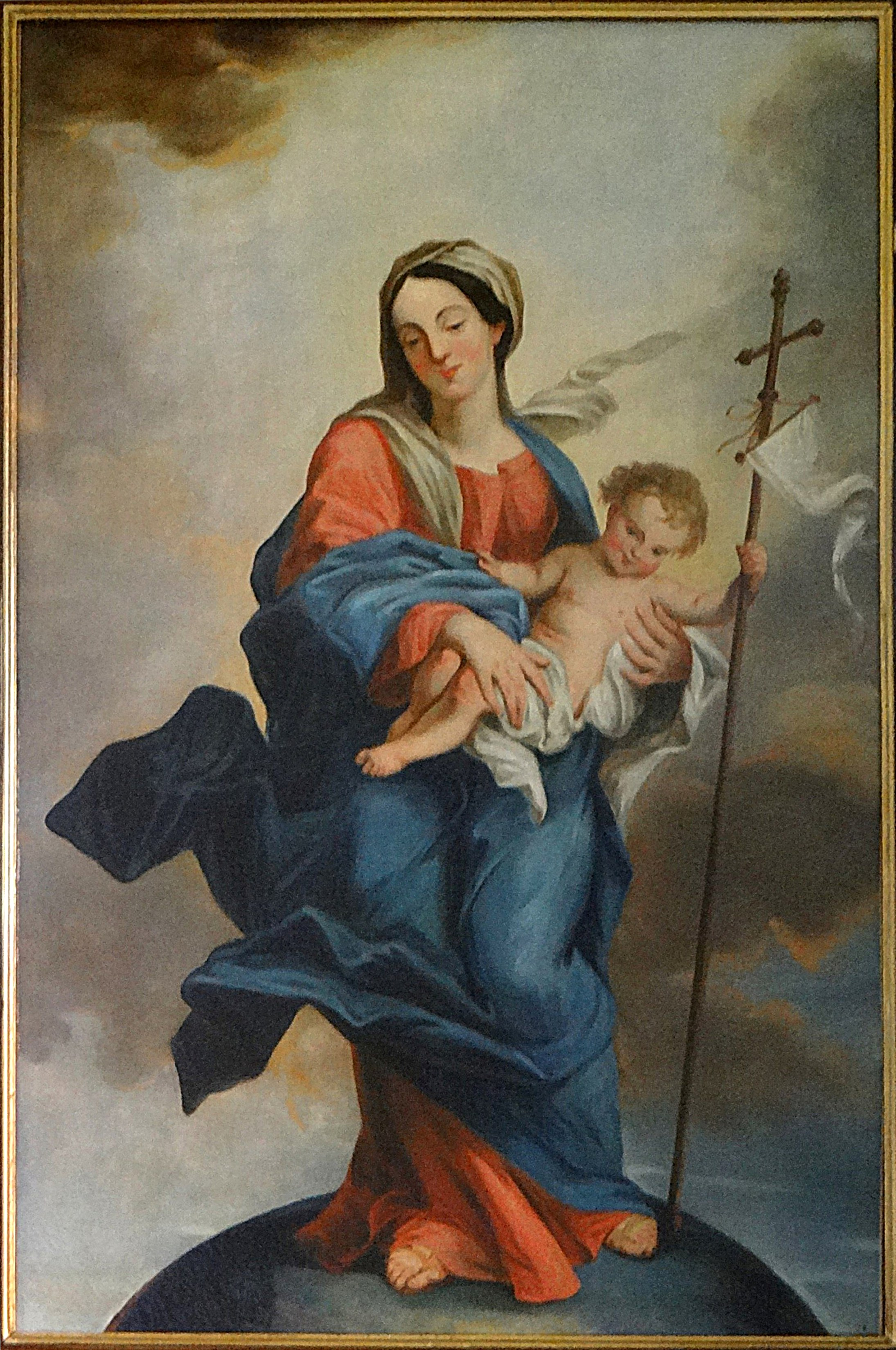
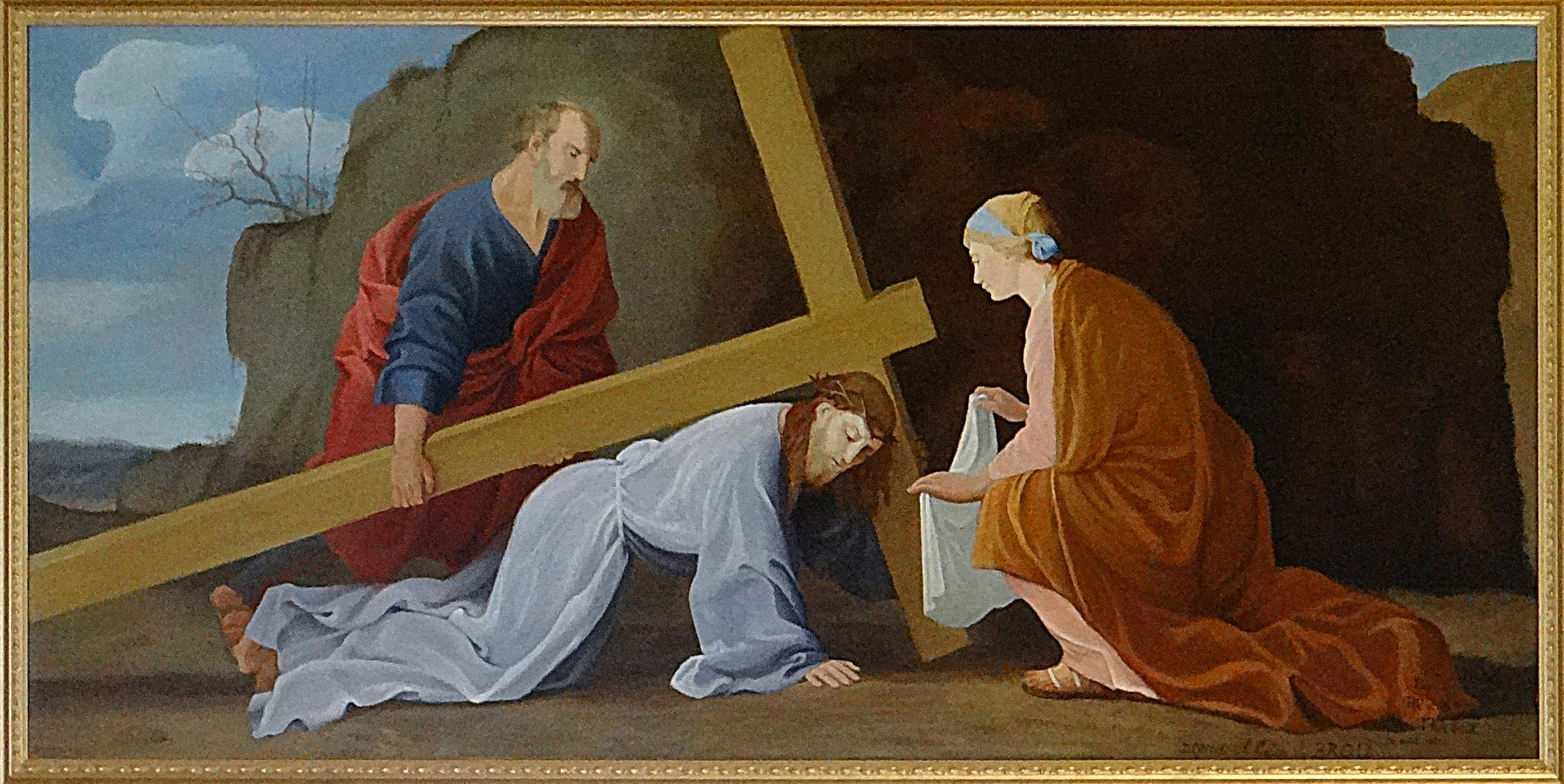
Simon de Cyrène aide Jésus à porter sa croix et Sainte Véronique essuie le visage de Jésus.
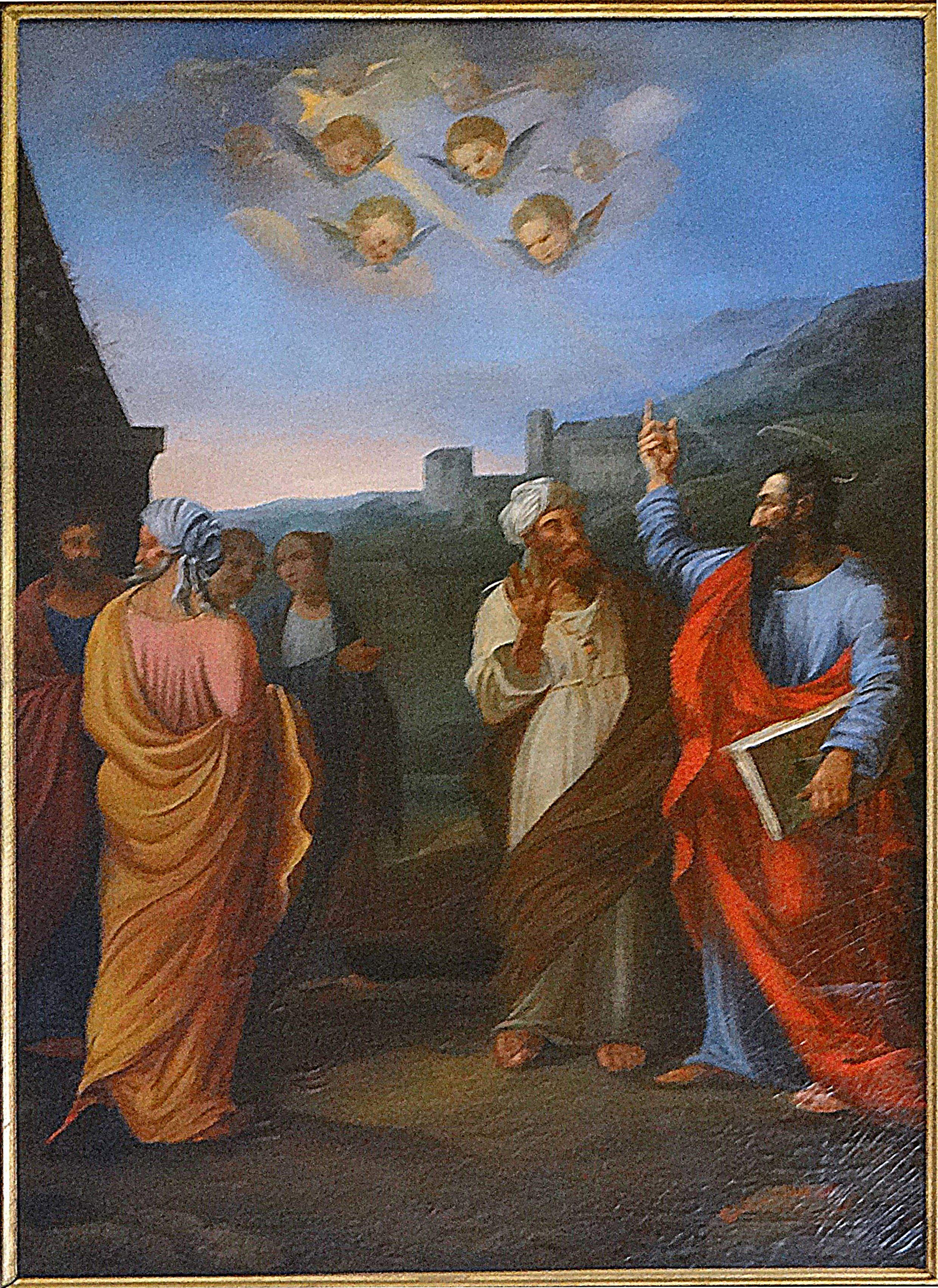